# Taryn Ternent
Taryn Ternent, née en 1979, est une nageuse sud-africaine.

## Carrière
Taryn Ternent remporte la médaille d'or du 50 mètres nage libre et du 100 mètres dos aux Championnats d'Afrique de natation 1998 à Nairobi. Aux Jeux africains de 1999 à Johannesbourg, elle est médaillée d'argent du 200 mètres dos et médaillée de bronze du 100 mètres dos.